# Battaglia di Arsuf
La battaglia di Arsuf si svolse presso l'omonima città il 7 settembre 1191 tra le forze ayyubidi del sultano Saladino e quelle crociate del re d'Inghilterra Riccardo Cuor di Leone.
Nell'ambito della terza crociata, le forze cristiane erano riuscite a riconquistare l'importante città di Acri e desideravano compiere l'obiettivo per cui erano giunte in Terra Santa, ovvero riconquistare Gerusalemme. Per raggiungere quest'ultima destinazione, re Riccardo aveva deciso di guidare le sue truppe lungo le coste del mar Mediterraneo per quanto possibile, al fine di poter beneficiare del supporto navale e di scongiurare il rischio di venire accerchiati.
Dal canto loro, i guerrieri musulmani guidati da Saladino avevano tentato invano di disturbare l'avanzata nemica lanciandosi in attacchi rapidi e su scala minore, con la speranza di spazientire gli ostili. Poiché questa strategia sembrò non sortire i suoi frutti, Saladino individuò un campo di battaglia nei pressi di Arsuf e, poiché i negoziati con i cristiani non portarono ad alcun esito, si preparò allo scontro. Anche Riccardo eseguì le stesse manovre e, all'alba del 7 settembre, resse l'urto nemico con un numero quasi pari di uomini, tenendo compatti i suoi soldati e cercando di resistere di volta in volta alle ondate musulmane. Tuttavia, a un certo punto parte della cavalleria si spazientì e abbandonò la propria postazione, costringendo il resto delle armate ad avanzare; il re inglese seppe dirigere le truppe e si rivelò in grado di dirigere un'offensiva talmente solida da respingere Saladino entro la sera del 7 settembre.
Quando la battaglia si concluse, i cristiani effettuarono alcune riconquiste e il morale delle truppe crebbe. Ciononostante, Riccardo non pianificò mai, per varie ragioni, una grande campagna verso Gerusalemme e, nel 1192, la crociata si concluse con una parziale vittoria cristiana, ma non con la riconquista della città sacra.

## Contesto storico
Nel 1189, a seguito della caduta di Gerusalemme avvenuta due anni prima per opera del sultano d'Egitto e Siria Saladino, papa Gregorio VIII bandì la terza crociata, chiedendo che vi aderisse un numero quanto più ampio possibile di cristiani. Ad essa vi parteciparono alcuni tra i più influenti sovrani europei dell'epoca, ovvero Federico Barbarossa, Filippo Augusto di Francia e Riccardo I d'Inghilterra. Nel corso della crociata, i cristiani riconquistarono con successo a seguito di un lungo assedio l'importante porto di Acri tra l'11 e il 12 luglio 1191, sottraendolo ai musulmani. Fautori di questa impresa erano stati, tra gli altri, i re Filippo Augusto di Francia e Riccardo I d'Inghilterra e il duca Leopoldo V d'Austria; quest'ultimo si era posto a capo dei soldati tedeschi che avevano deciso di procedere nella spedizione a seguito della morte di Federico Barbarossa.

Il Vicino Oriente nel 1190. La cartina immortala un momento antecedente all'arrivo di Riccardo I d'Inghilterra

Subito dopo aver prevalso, restavano da sciogliere dei dubbi legati al destino dei prigionieri musulmani e alla necessità di ricoprire la carica di re di Gerusalemme, rimasta vacante a seguito della morte di Guido di Lusignano e della sua consorte Sibilla d'Angiò, perita a causa di un'epidemia diffusasi durante l'assedio di Acri. La sua erede più prossima risultava essere la sua sorellastra, Isabella d'Angiò. Presto insorsero tuttavia dei problemi quando Guido di Lusignano, il re consorte sopravvissuto di Sibilla, si rifiutò di rinunciare alla sua carica, contravvenendo a una promessa fatta nel 1186 all'allora sovrano Baldovino IV. Quando Isabella fu concessa in sposa a Corrado del Monferrato il 24 novembre 1190, si cristallizzò un dualismo trascinatosi per diversi mesi. A complicare ulteriormente il quadro Guido era appoggiato fortemente dal re inglese Riccardo, mentre invece il francese Filippo aveva preso le parti di Corrado del Monferrato. Il 27 e il 28 luglio 1191, sotto la presidenza del legato pontificio Adelardo di Verona, un'assemblea di baroni decise infine che Guido avrebbe continuato a conservare il titolo regale, ma che, dopo la sua morte, la corona sarebbe passata a Corrado e a Isabella d'Angiò. Pochi giorni dopo questa decisione Leopoldo tornò in patria, colmo di rancore verso Riccardo, ma anche Filippo fece altrettanto. Ufficialmente il re francese rientrò per via delle proprie condizioni di salute, ma è verosimile che la sua decisione fosse stata altresì influenzata dalla morte del nobile Filippo di Fiandra, avvenuta davanti ai suoi occhi ad Acri. Il re desiderava infatti incamerare una parte dei suoi vasti possedimenti, in particolare il Vermandois. Prima di partire, assicurò a Riccardo che avrebbe continuato a rispettare la pace e che non avrebbe attaccato gli inglesi, ma questa promessa non venne mai del tutto rispettata. Lasciato ai primi di agosto il comando dei circa 10 000 francesi rimasti in Oriente a Ugo III di Borgogna, gli inglesi giudicarono questa partenza alla stregua di «una vile diserzione e un tradimento».
Quanto invece ai musulmani, guidati da Saladino, vi era forte preoccupazione in merito ai numerosi correligionari fatti prigionieri dai cristiani. Il sultano avvertiva il bisogno di ottemperare ai termini previsti dalla controparte per riaverli, ma le trattative entrarono presto in una fase di stallo mese di agosto, in quanto entrambe le parti rimasero ferme sulle proprie inconciliabili posizioni. Riccardo, nominato guida principale dei crociati a seguito della partenza di Filippo, desiderava dirigersi quanto prima verso Gerusalemme e liberarsi dell'intralcio costituito dai prigionieri. Così il 20 agosto, ritenendo che Saladino non avrebbe rispettato i termini, il re inglese fece decapitare ogni prigioniero musulmano (2 700 o 3 000 uomini), incluse donne e bambini. Pare che vennero risparmiati soltanto coloro abbastanza robusti da poter fornire manodopera come schiavi. Il massacro ebbe delle gravi conseguenze, poiché la restituzione della Vera Croce, pretesa a più riprese dai crociati, non ebbe mai luogo e i guerrieri inglesi catturati in futuro vennero uccisi per ritorsione.

## Avvicinamento allo scontro

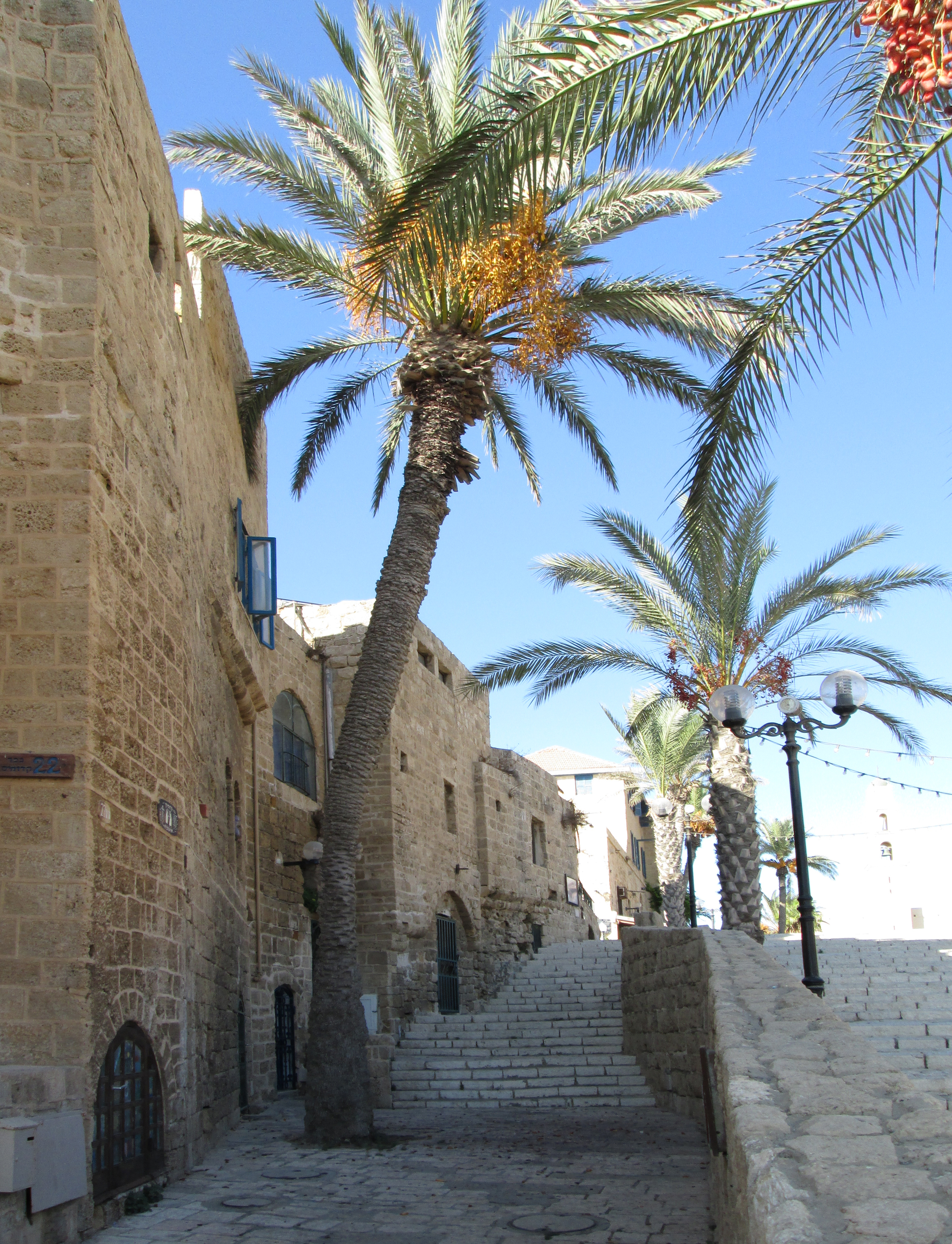
Uno scorcio della città antica di Giaffa, nel moderno Israele, distante circa 65 chilometri da Gerusalemme. La località, oggi inglobata all'interno dell'area urbana di Tel Aviv, aveva un'importanza strategica fondamentale. Saladino ne fece smantellare le difese, per evitare che Riccardo le sfruttasse, e intercettò i crociati prima che la raggiungessero ingaggiando battaglia ad Arsuf

Quando Riccardo partì il 22 agosto da Acri il suo esercito era demoralizzato, poiché si era abituato al cibo e alle donne in abbondanza trovate nella città. Presto la sua forte personalità fece sì che gli uomini lo seguissero senza troppi patemi. Durante il cammino, era perfettamente consapevole che conquistare Gerusalemme era tutt'altro che un'impresa semplice, anche perché Saladino controllava le due ricche rotte commerciali principali che conducevano, attraverso Nazareth, una a Tiberiade e Damasco, l'altra alla stessa Gerusalemme. Sapendo che la lontananza dalla costa avrebbe costituito un ostacolo al rifornimento dell'esercito cristiano, Riccardo, saggiamente, s'incamminò verso sud per la strada costiera, «lungo la quale il suo fianco era protetto dal mare e dalla flotta» che lo seguiva.
Riccardo, nonostante le proteste dei suoi nobili, decise che sarebbe stato più prudente espugnare alcune città strategiche. Fu questo il caso di Ascalona e Giaffa, il cui possesso appariva indispensabile nei piani di conquista di Gerusalemme. La superiorità dei crociati risiedeva nelle loro potenti e moderne armature, mentre quella dei musulmani nella grande mobilità delle proprie truppe; utilizzando tale vantaggio, Saladino cercò di minare l'avanzata nemica inviando delle squadre di incursione che potessero rompere la formazione. Fu solo Riccardo a far sì che i suoi uomini avanzassero con disciplina, senza cadere nel tranello nemico. Secondo lo storico Riley-Smith, la fanteria dimostrò un'autodisciplina notevole per l'epoca, considerata la tentazione di inseguire il nemico rompendo le righe e il rischio di esporsi a pericoli imprevedibili. Volendo contare su un ulteriore vantaggio, Saladino fece smantellare, nell'ordine, le difese di Cesarea, di Giaffa e di Ascalona, verosimilmente perché temeva che i nemici potessero sfruttarle contro di lui e anche perché non disponeva di abbastanza uomini per presidiarle.

## La battaglia

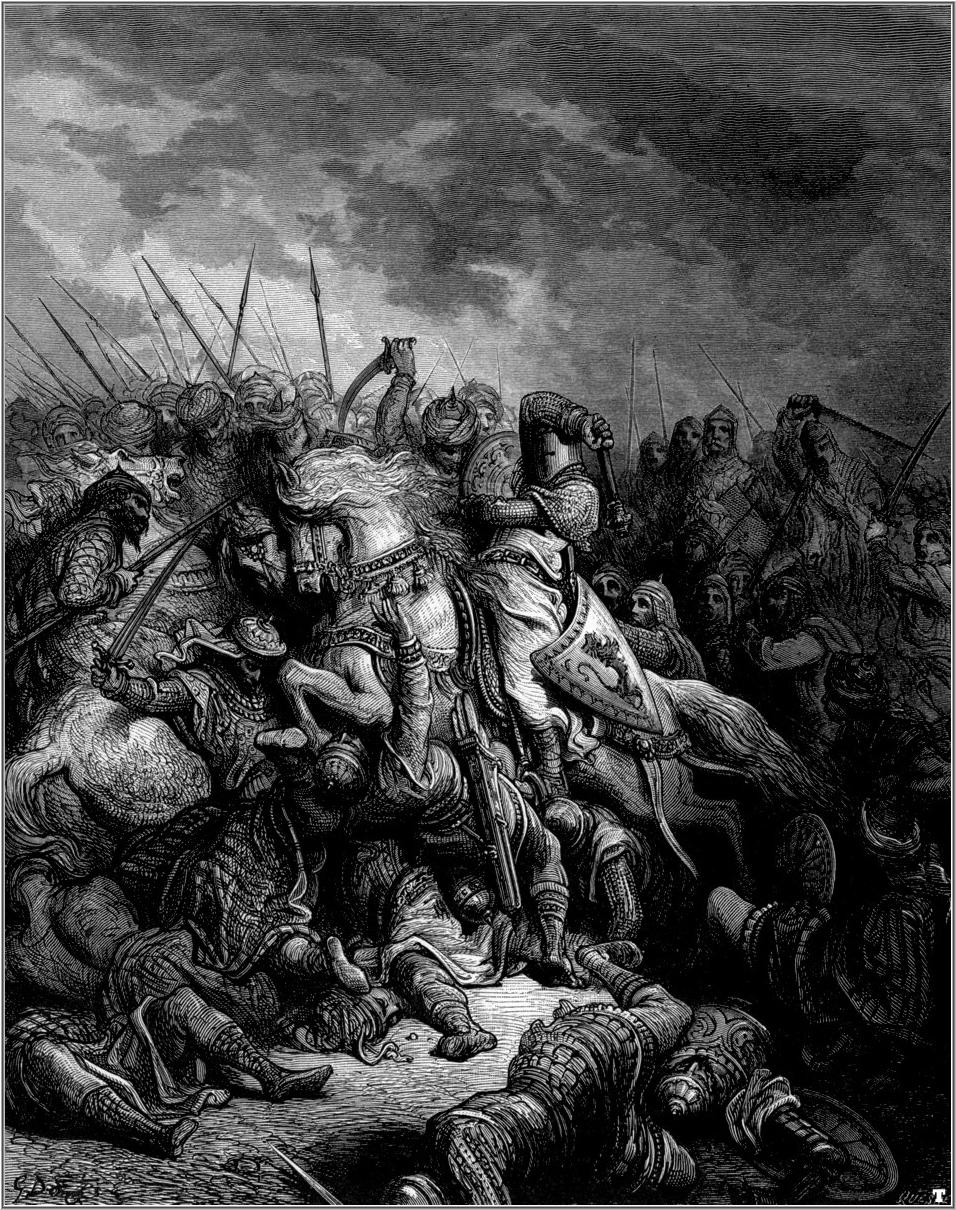
Riccardo e Saladino alla battaglia di Arsuf. Tela di Gustave Doré, XIX secolo

Non avendo interrotto con la sua tattica l'avanzata degli avversari, Saladino pensò a un grande campo di battaglia dove potersi frapporre al nemico e lo individuò poco a nord di Arsuf, a metà strada tra Cesarea e Giaffa, a circa una cinquantina di chilometri a nord di quest'ultima. La marcia dei soldati crociati non fu veloce, considerando che ci vollero quindici giorni per percorrere poco più di 95 km. Il 5 settembre Riccardo fu colto da dubbi e incertezze sull'esito dell'imminente scontro, e chiese quindi udienza a Safedino, fratello di Saladino. La speranza era quella di scongiurare i combattimenti, ma ancora una volta le sue scarse capacità diplomatiche emersero quando chiese, in cambio della sospensione delle ostilità, la cessione dell'intera Palestina.
Esaurita ogni possibile prospettiva di pace, il 7 settembre i due eserciti si prepararono allo scontro. Alla testa di un numero di uomini all'incirca uguale (10 000-12 000 fanti musulmani contro gli 8 000-10 000 di Riccardo più 1 800-2 000 cavalieri), Saladino si preparò ad attirare le forze ostili in una serie di trappole per poi annientarle facilmente. Le fonti riferiscono in maniera chiara gli ordini impartiti da Riccardo: il convoglio dei bagagli fu sparso lungo la costa del Mediterraneo sotto Enrico di Champagne e parte della fanteria; gli arcieri erano stati disposti in prima linea e dietro di loro i cavalieri; i templari all'ala destra, all'estremità meridionale del fronte; accanto a loro vi erano i bretoni e i combattenti angioini, poi le truppe dell'Aquitania al comando di Guido e di suo fratello Goffredo di Lusignano. Al centro vi era il sovrano inglese in persona con i normanni e i suoi conterranei, poi i fiamminghi e i baroni indigeni sotto Giacomo d'Avesnes, i francesi sotto Ugo III di Borgogna e i cavalieri ospitalieri si trovavano all'estrema sinistra.
L'attacco saraceno cominciò a metà mattina, con i cristiani che attaccarono le ondate nemiche scoccando frecce e dardi. Essi disorganizzarono la prima linea di fanteria, ma non sortirono grandi effetti sulla cavalleria, poiché dotata di pesanti armature. All'improvviso altri gruppi musulmani si lanciarono alla carica armati di sciabole e asce e colpendo soprattutto ospitalieri, fiamminghi e aristocratici indigeni, allo scopo di aggirare il fianco sinistro cristiano. Nonostante queste pressioni, i cavalieri ressero l'urto e Riccardo li invitò a più riprese a non rompere lo schieramento, siccome sperava di fare avvicinare il grosso dell'esercito ostile per poi aggredirlo una volta che fosse stato sopraffatto dalla stanchezza. Stanchi di subire le estenuanti incursioni musulmane, alcuni reparti della cavalleria, in particolare quella che comprendeva gli ospitalieri, si lanciarono all'assalto, contravvenendo agli ordini di Riccardo. Questa situazione generò una certa confusione, perché gli arcieri non si aspettavano la carica ed ingombravano la strada alla cavalleria. Il re stesso cavalcò in mezzo al tumulto per ristabilirvi un po' d'ordine e prese il comando dell'assalto. Il segretario di Saladino, che osservava da una collina vicina, trattenne il respiro allo spettacolo magnifico della cavalleria cristiana che si precipitava con vigore verso di lui. La carica dovette rivelarsi troppo poderosa per i musulmani, i quali ruppero i ranghi e si diedero alla fuga in maniera disperata. Saladino li radunò giusto in tempo per difendere il suo accampamento e tentò di scagliare un'ultima disperata carica contro Riccardo, ma invano. Giunta la sera l'esercito cristiano, padrone del campo, stava riprendendo la sua marcia verso sud.

## Conseguenze
La vittoria di Riccardo in battaglia eclissò il mito dell'invincibilità del condottiero musulmano, ed egli si conquistò un grande prestigio al prezzo di perdite relativamente lievi. Come per ogni battaglia medievale, resta comunque difficile stabilire il numero esatto di vittime patito dai rispettivi schieramenti. Inoltre, nonostante la vittoria, l'impatto della vittoria venne esaltato eccessivamente dai cronachisti e dagli storici cristiani del tempo, per i quali la battaglia aveva riscattato la disfatta subita a Hattin nel 1187; in quell'occasione i crociati erano stati infatti annientati gravemente, mentre dopo Arsuf Saladino poteva contare ancora sui suoi più capaci emiri e su un ampio totale residuo di uomini.

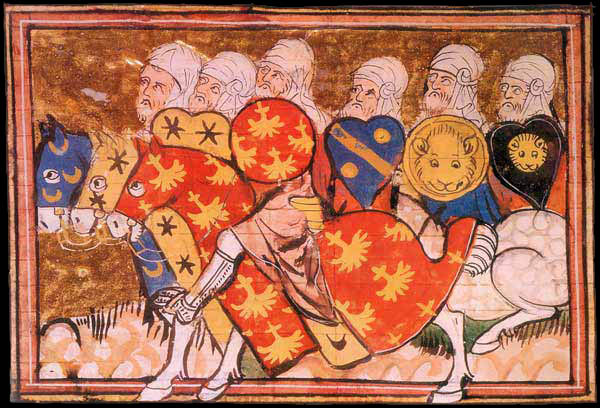
L'esercito di Saladino in una miniatura realizzata da un autore anonimo nel 1337

Grazie alla vittoria nella battaglia di Arsuf, Riccardo conquistò Giaffa, raggiunta tre giorni dopo, e vi stabilì il suo quartier generale, avviando le operazioni di ricostruzione delle fortificazioni. A quel punto Riccardo poteva scegliere se trattare con Saladino, oppure se avanzare subito e con molti rischi verso Gerusalemme e occupare e rifortificare Ascalona che, come detto, stava venendo smantellata dai musulmani. Conquistare l'obiettivo avrebbe scongiurato l'arrivo di ulteriori rinforzi dall'Egitto. Correva voce che le mura di Gerusalemme fossero scarsamente protette e in cattivo stato di manutenzione ma, malgrado ciò, le sue truppe dovevano riposare e il monarca non se la sentiva di avanzare all'interno della Palestina senza un piano ben preciso, consapevole del fatto che non avrebbe potuto contare sul supporto logistico che prima gli fornivano le imbarcazioni dal Mediterraneo. Pare Riccardo avviò presto i negoziati quando notò che i suoi uomini apparivano stanchi e demotivati.
Alla fine, dopo varie disavventure, Riccardo non scagliò mai l'attacco decisivo a Gerusalemme e giunse a un accordo di pace con la controparte passato alla storia con il nome di pace di Ramla. Tale evento, avvenuto il 2 settembre 1192, pose definitivamente termine alla terza crociata.

### Esplicative
1. ↑  Croce, p. 166.
«Certamente il re Filippo, come accadrà per Riccardo, soffriva di febbri malariche. La Palestina non era un paese salubre. Nelle fertili e calde pianure, imperversavano la malaria e il colera. Molti [erano] i lebbrosi. Gli occidentali non avevano tratto molto esperienza dalle precedenti spedizioni: le vesti erano inadatte al clima e si nutrivano in modo sbagliato. L'igiene personale era scarsa. Tutto ciò era causa di malattie e, come già avvenuto ad Antiochia e nell'assedio di Acri, di epidemie.»

### Bibliografiche
1. ↑  Bridge (2023), pp. 215–217.
2. ↑  Grousset (1998), p. 130.
3. ↑  Croce (1998), pp. 68–70.
4. ↑  Runciman (2005), p. 714.
5. 1 2  Runciman (2005), p. 712.
6. ↑  Runciman (2005), p. 713.
7. ↑  Runciman (2005), pp. 713–714.
8. 1 2  Richard (1999), p. 362.
9. 1 2 3 4 5 6 7 8 9  Richard (1999), p. 363.
10. 1 2 3  Runciman (2005), p. 730.
11. ↑  Croce (1998), p. 70.
12. 1 2  Runciman (2005), p. 731.
13. 1 2 3  Riley-Smith (2022), p. 163.
14. 1 2 3 4 5 6  Runciman (2005), p. 732.
15. ↑  Croce (1998), p. 72.
16. 1 2  Grousset (1998), p. 137.
17. 1 2 3 4 5 6 7  Riley-Smith (2022), p. 164.
18. ↑  Eddé (2014), p. 250.
19. 1 2 3 4  Runciman (2005), p. 733.
20. ↑  Bridge (2023), p. 230.
21. ↑  Croce (1998), pp. 76–77.
22. ↑  Croce (1998), p. 77.
23. 1 2  Croce (1998), p. 78.
24. 1 2 3 4 5 6  Runciman (2005), p. 734.
25. ↑  Croce (1998), pp. 79–80.
26. ↑  Grousset (1998), p. 138.
27. ↑  Croce (1998), p. 81.
28. 1 2 3  Croce (1998), p. 82.
29. ↑  Croce (1998), p. 87.
30. ↑  Runciman (2005), p. 735.
31. ↑  Croce (1998), pp. 87–88.
32. 1 2 3  Bridge (2023), p. 234.